# 187. komunikacijska brigada (ZDA)
187. komunikacijska brigada (izvirno angleško 187th Signal Brigade) je bila komunikacijska brigada Kopenske vojske Združenih držav Amerike.